# ワルシャワの柔肌
『ワルシャワの柔肌（はだ）』（ワルシャワのはだ、原題：Szamanka）は、1996年にポーランド、フランス、スイスの合作で製作された映画。アンジェイ・ズラウスキー監督作品。
18歳の女子大生と人類学者の官能的で破滅的な愛をスキャンダラスに描く。本国ポーランドで大ヒットとなった。

## キャスト
- イオーナ・ペトリ
- ボグスワフ・リンダ
- パヴェル・ディラグ
- アリシア・ヤキエヴィチ
- アグニェシュカ・ヴァグネル